# のんびり走ろう! 〜九州・鉄道の旅〜
『のんびり走ろう! 〜九州・鉄道の旅〜』（のんびりはしろう きゅうしゅう・てつどうのたび）は、TVQ九州放送とBSジャパンで放送されていた紀行番組である。製作局のTVQでは2009年4月7日から2010年3月30日まで、JR九州の一社提供で放送。

## 概要
毎月JR九州の鉄道路線の中から一路線・列車を選び、毎週その列車や沿線風景などを紹介していたミニ番組。ハイビジョン制作で、地上アナログ放送ではレターボックス形式で放送されていた。
本番組は火曜日に放送されていたが、後継番組の『列車で行こう! 〜九州・鉄道の旅〜』は土曜日に放送されていた。

## 放送局
| 放送対象地域 | 放送局      | 放送日時           | 放送期間                     | 備考                          |
| ------------ | ----------- | ------------------ | ---------------------------- | ----------------------------- |
| 福岡県       | TVQ九州放送 | 火曜 22:54 - 23:00 | 2009年4月7日 - 2010年3月30日 | 製作局                        |
| 日本全域     | BSジャパン  | 土曜 10:45 - 10:50 | 2009年4月11日 - 2010年4月3日 | 最終回のみ11:55 - 12:00に放送 |